# لورنس دالي
لورنس دالي (بالإنجليزية: Laurence Dale)‏ هو موزع ومغني وموسيقي بريطاني، ولد في 10 سبتمبر 1957 في ساسكس في المملكة المتحدة.

## وصلات خارجية
- لورنس دالي على موقع IMDb (الإنجليزية)
- لورنس دالي على موقع ميوزك برينز (الإنجليزية)
- لورنس دالي على موقع أول موفي (الإنجليزية)
- لورنس دالي على موقع أول ميوزيك (الإنجليزية)
- لورنس دالي على موقع ديسكوغز (الإنجليزية)
- لورنس دالي على موقع قاعدة بيانات الفيلم (الإنجليزية)
- لورنس دالي على موقع كينوبويسك (الروسية)